# Führergeburtstag

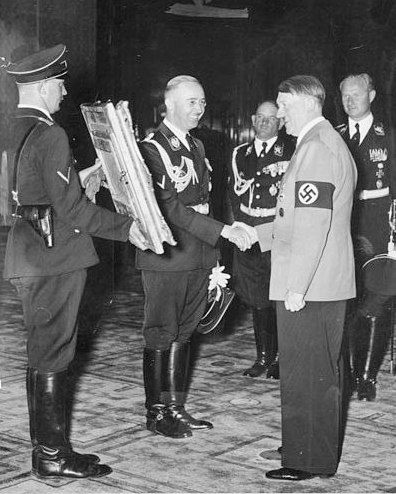
Félicitations d'Heinrich Himmler le 20 avril 1939.

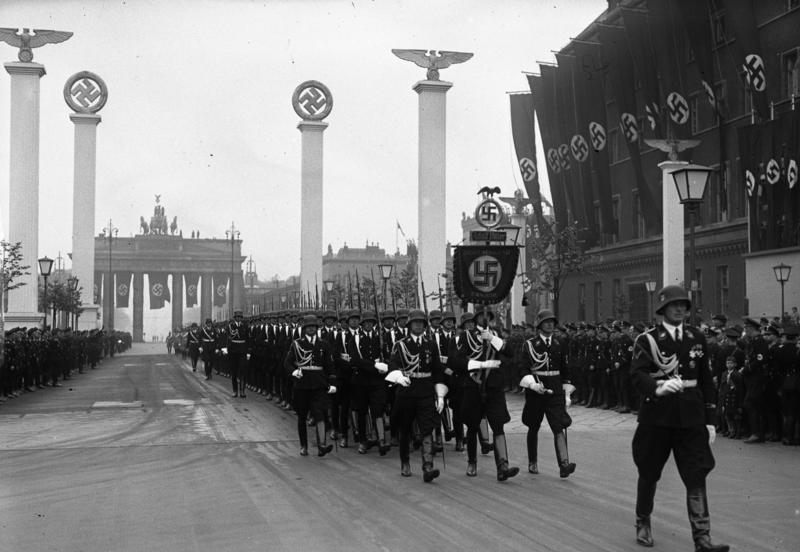
Parade le 20 avril 1939 devant la porte de Brandebourg.

Pendant le Troisième Reich, le Führergeburtstag (en français : « anniversaire du Führer ») était une journée particulière du calendrier allemand. Se déroulant le 20 avril, jour de naissance d'Adolf Hitler, elle a donné lieu à un jour férié le 20 avril 1939 pour ses 50 ans, avec notamment la réception à Berlin de représentants de gouvernements étrangers.

## Sources
- (de) Cet article est partiellement ou en totalité issu de l’article de Wikipédia en allemand intitulé « Führergeburtstag » (voir la liste des auteurs).